# Jacques Breuer
Pour les articles homonymes, voir Breuer (homonymie).
Jacques Breuer, né le 20 octobre 1956 à Munich et mort le 5 septembre 2024 dans la même ville, est un acteur allemand de télévision.

## Biographie
Son grand-père était l'acteur populaire autrichien Siegfried Breuer, son père Siegfried Breuer jr. et son frère Pascal, tous acteurs.
Il est diplômé de la Camerloher High School de Freising. Au cours de sa formation à l'école Otto Falkenberg (Académie des arts et du spectacle de Vienne), il débute en 1975 dans  Les Fusils de la mère Carrar  de Bertolt Brecht au Kammerspiele de Munich.
De 1995 à 1996, il suit une formation complémentaire de chant à l’Académie de Musique de Vienne.
Jacques Breuer a été marié onze ans avec l'actrice Sissy Höfferer. Puis en 2008, il épouse l'actrice Viola Wedekind.
Il soutient Médecins sans Frontières et Greenpeace.

## Carrière
Sa carrière comprend la participation à des séries télévisées bien connues telles que Inspecteur Derrick, Le Renard, Un cas pour deux, Wolff, police criminelle, Siska, Tatort.
En 1983-1984, dans la trilogie télévisée Morenga d’Egon Günther, il tient le rôle principal du vétérinaire Gottschalk.
Jacques Breuer est également acteur de doublage. Dans Le Seigneur des Anneaux (réalisé à partir du roman de Tolkien), il prête sa voix à Aragorn (incarné par Viggo Mortensen), dans le film Hitler : la Naissance du mal  il double Robert Carlyle (qui tient le rôle d’Adolf Hitler), mais aussi, dans la série télévisée américaine Dirty Sexy Money, il double William Baldwin (Patrick Darling).
Il prête également sa voix pour des pièces de théâtres sur CD (anciennement appelées pièces radiophoniques).
En 1991, il connaît le succès au Theater an der Wien dans la comédie musicale Freudania. Il y joue le rôle principal d'Erik. 
De 2012 à 2015, il prête à nouveau sa voix à Stephen Dillane incarnant le personnage de Stannis Baratheon dans Game of Thrones (Trône de fer).

## Filmographie (sélection)

### Films
- 1987 : The Second Victory (en) de Gerald Thomas : Johann Wikivill
- 1989 : Torquemada de Stanislav Barabáš : Diego
- 1990 : Café Europa (de) de Franz Xaver Bogner : Emil Schröder
- 2018 : Raus de Philipp Hirsch : Aubergiste

### Téléfilms
- 1978 : Scènes de la vie d'un propre à rien de Bernard Sinkel
- 1981 : Berlin, tunnel 21 de Richard Michaels : Joachim
- 1984 : Don Carlos de Franz Peter Wirth d’après la pièce du même nom de Friedrich von Schiller : Don Carlo
- 1995 : Mutter mit 18 de Horst Kummeth : Andreas Winkler

### Séries télévisées
- 1975 : Derrick : La valise de Salsbourg (Ein Koffer aus Salzburg) : Richard Hinz
- 1978 : Derrick : Solo pour Margarete (Solo für Margarete) :Ruff
- 1980 : Derrick : Du sang dans les veines (Der Tod sucht Abonnenten) : Kurt Weber
- 1980 : Le Renard : La main morte (Die tote Hand) : Horst Bieler
- 1981 : Derrick : La sixième allumette (Das sechste Streichholz) : Rolf Heckel
- 1983 : Derrick : L'intrus (Der Täter schickte Blumen) : Udo Müller
- 1985 : Derrick : L'imagination d'Helga (Das tödliche Schweigen) : Udo Hassler
- 1985 : Stahlkammer Zürich (12 épisodes) : Roman Berger
- 1985 : Tatort : Der Mord danach : Nick Stoltze
- 1988 : Un cas pour deux : Délit de fuite (Kurz hinter Ankara) : Rudi Theysen
- 1989 : Soko brigade des stups (SOKO 5113) : La dernière victime (Chemie und ihre schmutzigen Kinder)
- 1990-1991 : Café Meineid (26 épisodes) : Richter Helmcke
- 1991 : Derrick : Un mort sans importance (Der Tote spielt fast keine Rolle) : Schwacke
- 1991 : Soko brigade des stups (SOKO 5113) : Une bonne fille (Die brave) : Theo Nill
- 1993 : Derrick : Une vie bradée (Zwei Tage, zwei Nächte) : Achim Kronau
- 1993 : Tatort : Alles Palermo : Karl Schweitzer
- 1993 : Wolff, police criminelle : La louve (Die Wölfin) : Peter Moltau
- 1994 : Derrick : Le visage derrière la vitre (Gesicht hinter der Scheibe) : Arno Beckmann
- 1994 : Le Renard : Le numéro de la mort (Verschwunden…und nicht vermisst) : Robert Bach
- 1995 : Tatort : Bienzle und die Feuerwand : Carlo Delgado
- 1995 : Un cas pour deux : Sang pour sang (Tod im Motel) : Theo Weissenburger
- 1996 : Le Renard : Un bon avocat (Blumen des Todes) : Peter Raga
- 1997 : Le Renard : Le contrat (Der Mordauftrag) : Paolo Blum
- 1997 : Le Renard : Le grand amour (Große Liebe) : Martin Bode
- 1997 : Derrick : Les poteaux indicateurs (Gesang der Nachtvögel) : Bernd Weinding
- 1998 : Siska : Pour le plaisir (Tod einer Würfelspielerin) : Kurt Hemmerling
- 1998 : En quête de preuves : L’enfant de la honte (Kukuckskind) : Le pasteur Werner Olmüller
- 1998 : Wolff, police criminelle : Descente aux enfers (Flucht ins Verderben) : Thomas Funke
- 1998 : Medicopter : Colère aveugle (Blinde Wut) : Felix Maiwald
- 1998 : Tatort : Todesbote : Gerd Baltruschat
- 1998 : Le Renard : Trop d’amour (Tödliches Dreieck) : Bernhard Michalek
- 1998 : Le Renard : Un coupable idéal (Der Mann, der sich Bob nannte) : Bodo Herwig
- 1999 : Le Renard : Face à la mort (Die Wahrheit ist der Tod) : Claude Varelli
- 1999 : Tatort : Blinde Kuriere : Nick Tedebach
- 1999 : Rex chien flic : Série noire (Mörderisches Spielzeug) : Mr Unmack
- 1999 : Siska : La clé au meurtre (Der SchlUssel zum Mord) : Pelzer
- 2000 : Siska : La collaboration de Mr Lohmann (Herrn Lohmanns gesammelte Mörder) : Staudlinger
- 2000 : Le Renard : La fin de l’amour (Das Ende einer Liebe) : Gerold Brahms
- 2001 : Siska : La sorcière, au bûcher ! (Hexe im Feuer) : Erik Nattinger
- 2001 : Un cas pour deux : L’ultime répétition (Tödliche Probe) : Peter Fries
- 2002 : Polizeiruf 110 : Um Kopf und Kragen : Herbert Möller
- 2002 : Le Renard : Le vrai du faux (Er war Mord) : Manfred Landau
- 2003 : Le Renard : Ennemis mortels (Todfeinde) : Wieland Lenz
- 2003 : Siska : Jeu mortel (Tödliches Spiel) : Wolfgang Gersdorf
- 2003 : Un cas pour deux : Recherches fondamentales (Was zu beweisen war) : le Dr Hans Peter Stoer
- 2004 : Siska : Il était un petit cordonnier (Verzweifelt) : Olivier Wirth
- 2004 : Soko brigade des stups (SOKO 5113) : Eine feine Gesellschaft : Arnold Kluge
- 2005 : Siska : Destin oblige (Zellers letzter Auftrag) : Robert Haas
- 2005 : Le Renard : Trou noir (Der Filmriss) : Dirk Steinke
- 2006 : Siska : Une sombre folie (Dunkler Wahn) : Matthias Breitental
- 2007 : Soko brigade des stups (SOKO 5113) : Ein Leben für die Kunst: Käfer
- 2007 : Le Renard : Le voile de l’erreur (Tag der Rache) : Le Pr Peter Engelharth
- 2008 : Le Renard : Cambriolage et meurtre (Bei Einbruch Mord) : Hansjörg Feil
- 2009 : Le Renard : Double vie (Doppelleben) : Le Dr Joachim Hellwig
- 2015 : Soko brigade des stups (SOKO 5113) : Boazn Blues : Wegner-Müller

## Acteur de doublage
Doublage de Viggo Mortensen incarnant les personnages suivants :
- 2001 : Aragorn dans Le Seigneur des anneaux : La Communauté de l'anneau
- 2002 : Aragorn dans Le Seigneur des anneaux : Les Deux Tours
- 2003 : Aragorn dans Le Seigneur des anneaux :Le retour du roi
- 2004 : Fank Hopkins dans Hidalgo
- 2005 : Tom Stall in A History of Violence
- 2006 : Diego Alatriste et Casanova dans Capitaine Alatriste
- 2007 : Nikolai dans Les promesses de l’ombre
- 2008 : Everett Hitch dans Appaloosa
- 2010 : Mann dans La Route
- 2011 : Sigmund Freud dans A dangerous method (Méthode dangereuse)
- 2012 : Old Bull Lee / William S. Burroughs dans Sur la route
- 2014 : Chester MacFarland in Two faces of January
- 2016 : Ben dans Captain Fantastic

### Films
- 2000 : Sergi López (Harry) dans Harry, un ami qui vous veut du bien
- 2002 : Jet Li dans Hero
- 2005 : Sergi López (Adam) dans Peindre ou faire l’amour
- 2006 : Jet Li (Huo Yuanjia) dans Le maître d’armes
- 2007 : Jet Li (Rogue) dans Rogue, l’ultime affrontement
- 2010 : Rufus Sewell (Tom Builder) dans Les piliers de la terre
- 2013 : Christopher Eccleston (Malekith) dans Thor: le monde des ténèbres

### Séries
- 2005 : John Benjamin Hickey (Randall Fuller) in New-York, section criminelle
- 2008–2009 : William Baldwin (Patrick Darling IV. dans Dirty Sexy Money
- 2012 : Chadwick Boseman (Ralph "Flex" Beeman) dans Justified
- 2014 : John Benjamin Hickey (Tom Moore)  dans New-York, unité spéciale
- 2017 : Anthony Azizi (de) (Farook al-Thani) dans The Blacklist